# Freihof (Wiesloch)

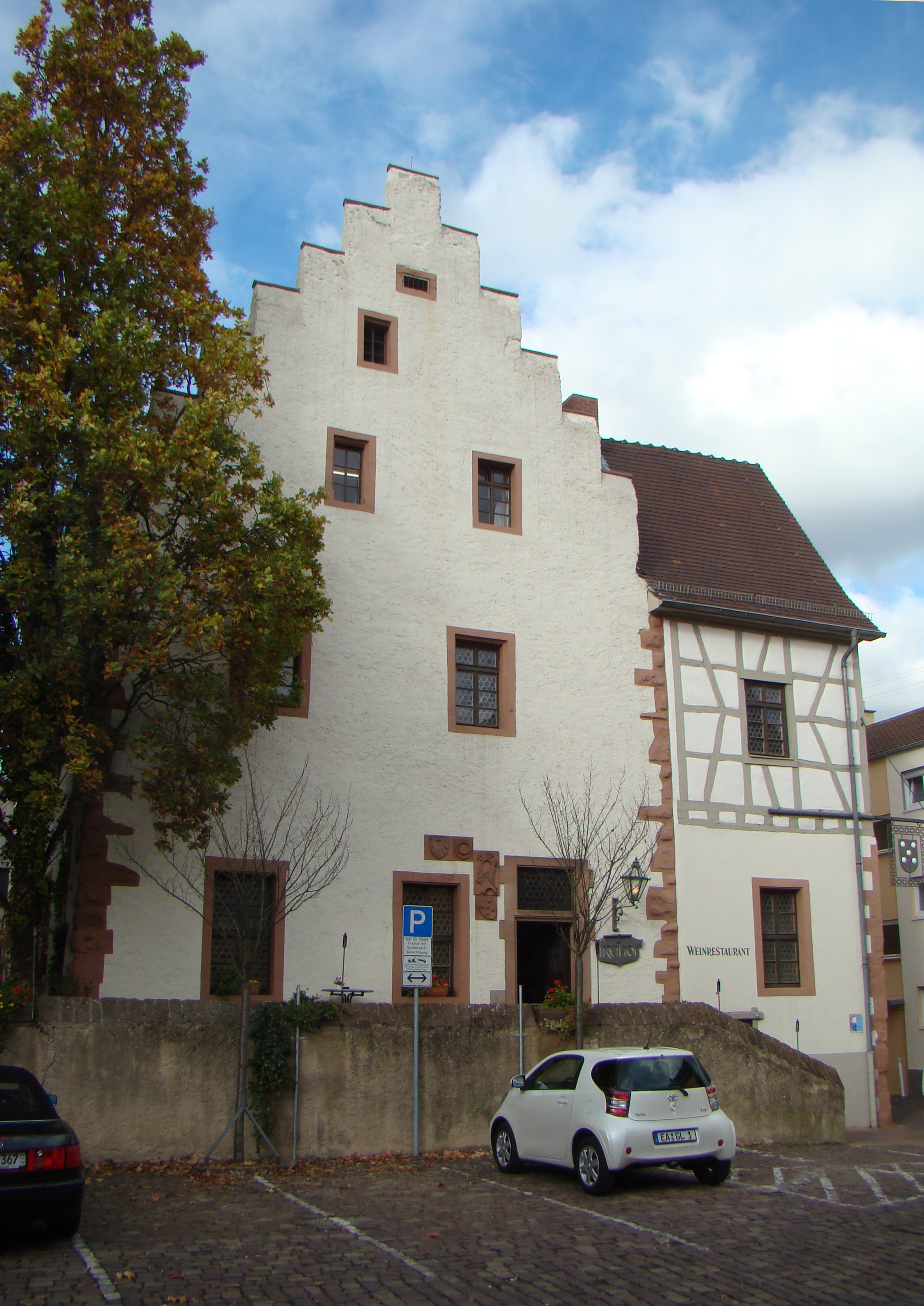
Freihof in Wiesloch

Der Freihof in Wiesloch im Rhein-Neckar-Kreis in Baden-Württemberg zählt zu den ältesten Gebäuden der Stadt. Das im Kern noch mittelalterliche Steinhaus weist charakteristische Staffelgiebel auf. Einst ein adliger Herrensitz mit Gütern in Altwiesloch, teilt das Anwesen dessen wechselvolle frühneuzeitliche Besitzgeschichte. Der Freihof, zu dem einst auch eine benachbarte Brauerei mit Brennerei gehörte, wird möglicherweise schon seit dem 18., spätestens aber seit der Mitte des 19. Jahrhunderts gastronomisch genutzt.

## Geschichte
Die Ursprünge des einst ummauerten und von einem Graben umgebenen Adelssitzes am höchsten Punkt der mittelalterlichen Stadt sind unbekannt. Die am Gebäude sichtbaren Buckelquader weisen dieselben Merkmale wie die der Wieslocher Burg auf, so dass Teile des Gebäudes noch aus dem späten 12. oder frühen 13. Jahrhundert stammen könnten. Adolf von Oechelhäuser datiert die Buckelquader jedoch später, nämlich auf die erste Hälfte des 14. Jahrhunderts.
Artur Hochwarth nimmt als Erbauer die Edelfreien von Wiesloch an und datiert den Freihof auf das frühe 13. Jahrhundert. Er sieht darin den ursprünglichen Sitz der Edelfreien von Wiesloch, bevor diese – unter dem Druck der Stadtwerdung Wieslochs – auf die Wasserburg Altwiesloch gewechselt wären. Der Freihof sei dann von den Edelfreien ans Kloster Lorsch gekommen, von diesem 1225 als Teil der Lorscher curia (d. h. Hofstellen aller Art) in Wiesloch als Pfand an Pfalzgraf Ludwig und schließlich 1232 mit dem gesamten Lorscher Besitz an das Erzbistum Mainz. Diese Argumentation steht teils im zeitlichen Widerspruch zur neueren Forschung der frühen Geschichte Altwieslochs, so dass man eine Erbauung durch die Edelfreien von Wiesloch zur Wahrung der Chronologie eher im 12. Jahrhundert annehmen müsste.
Die erste sichere urkundliche Erwähnung des Freihofs stammt von 1340, als Reinhard II. von Sickingen einen Teil des Hofes als Mainzer Lehen hatte. Eventuell bezieht sich auch schon eine Urkunde von 1290 auf den Freihof, als die Herren von Weiler/von Hettingen einen Hof an den Pfalzgrafen veräußerten.
Der Freihof wurde 1380 innerhalb der Familie von Sickingen verpfändet. Zu Beginn des 15. Jahrhunderts war der Freihof im Besitz von Schwarz-Reinhard von Sickingen, der 1414 auch umfangreichen Besitz in Altwiesloch erwarb. Nachdem Pfalzgraf Otto Schwarz-Reinhard 1425 von Abgaben von seinen Wieslocher Gütern befreit hat, baute dieser den inzwischen zu seinem Allodialbesitz zählenden Freihof bedeutend aus. Vermutlich geht die heute noch in der Höllgasse teilweise erhaltene Ummauerung auf ihn zurück. Das ummauerte Areal umschloss die heutigen Flurstücke 405, 405/1, 412 und 413. An der Nordseite des Freihofs verlief außerdem ein Graben.

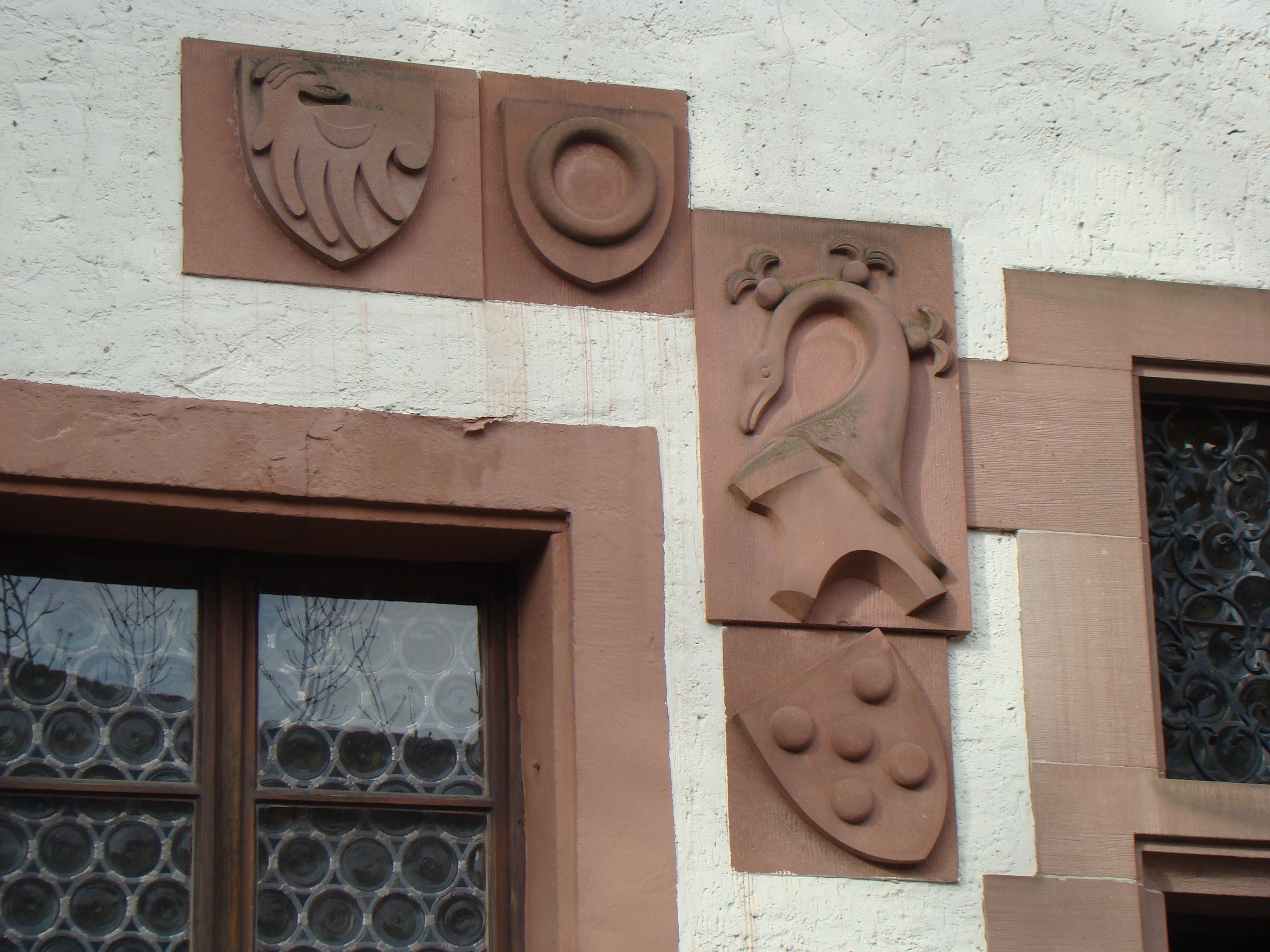
Kopien historischer Wappensteine am Freihof, v. l. n. r.: Ehrenberg, Niefern, Sickingen

Schwarz-Reinhard war mit Kunigunde von Niefern verheiratet. Am Gebäude befinden sich heute Kopien der verwitterten originalen Wappensteine mit den Wappen derer von Sickingen und der von Niefern. Nachweislich eines 1496 erwähnten Johannes Baptista Altars bestand wohl einst auch eine Kapelle, die nach Osten an das Kerngebäude angebaut war und später im Fachwerkanbau aufgegangen ist. Ein drittes Wappen am Gebäude, das sich einst an der Außenwand des vermuteten Kapellenbereichs befand und erst 1925 zu den beiden anderen Wappen an den Portalbereich versetzt wurde, ist das der Herren von Ehrenberg, die urkundlich nicht mit dem Freihof in Verbindung zu bringen sind. Allerdings könnte Gerhard von Ehrenberg, der 1336 bis 1363 Bischof von Speyer war, wie schon bei der Pankratiuskapelle in Altwiesloch auch den Bau einer Kapelle des Freihofs gefördert haben.
Der Freihof teilt ab der Mitte des 15. Jahrhunderts die Geschichte von Altwiesloch. Er war also nach Schwarz-Reinhards Tod 1439 im Besitz von dessen Schwiegersohn Reinhard von Neipperg und kam 1499 über dessen Tochter Elisabeth an deren Gatten Wiprecht Sturmfeder von Oppenweiler, dann an dessen Sohn Philipp und seine Brüder. Hans Sturmfeder versuchte 1533 zu erwirken, dass die Trauben aus Altwieslocher Weinbergen in der Kelter des Freihofs abgepresst werden sollten. Ab 1552 war der Freihof im Besitz der Herren von Nippenburg. Bei der Nippenburgschen Erbteilung von 1571, bei der die Güter in Altwiesloch abgetrennt wurden, kam der Hof an Anna von Nippenburg. Deren Gatte Hans Heinrich von Helmstatt wurde 1581 ermordet. Anna heiratete daraufhin um 1586 Wilhelm von Dobeneck. Der gemeinsame Sohn Jörg Philipp von Dobeneck verkaufte den Freihof spätestens 1616 an die Junkersfamilie Scheibel, die mit Heinrich Ludwig Scheibel um 1688 im Mannesstamm ausstarb. Den Pfälzischen Erbfolgekrieg, in dem Wiesloch 1689 von französischen Truppen niedergebrannt wurde, hat der Freihof als massives steinernes Haus offenbar überstanden, er dürfte aber mindestens Brandschäden erlitten haben.
Den Freihof erbte um 1690 Philipp Adam von Berlichingen, der über seine Frau, eine geborene von Helmstatt, bereits Besitz an vormals Dobeneckschen Gütern in Altwiesloch hatte. Von Philipp Adam erwarb Freiherr Joachim Friedrich von Lietzen (auch von Lizen) im Jahr 1701 den Altwieslocher Besitz mit dem Freihof und bewohnte diesen seiner Familie. Der Freiherr überließ der Lutherischen Gemeinde, die ihre Kirche beim Brand von 1689 verloren hatte, einen Betraum im Freihof. Sein Sohn Friedrich Sigmund von Lietzen ließ den Freihof nach 1737 nach Süden hin, unter Einbeziehung des alten Kapellenanbaus um einen Anbau mit Fachwerkgiebel für ein Nebenzimmer erweitern. Die Lietzen-Tochter Theresia und ihr Gatte Ernst Johann Philipp von Holzhausen verkauften den Besitz 1773 an den Staatsrat und kurpfälzischen Kanzleidirektor Johann Georg von Stengel und dieser elf Jahre später an Friedrich August und Emich Johann von Uexküll. In der Verkaufsurkunde wird der Freihof dabei genau beschrieben. Zum Umfang gehörte neben dem großen Steinhaus und der Kelter noch ein gegenüberliegendes Bauern- und ein Tagelöhnerhaus, eine große Fruchtscheuer, drei Gärten, verschiedene innerhalb der Ringmauer bestehenden Ställe sowie ein Weinkeller.
Aus der Zeit um und nach 1800 sind keine Nachrichten über den Freihof bekannt. Auch wann genau und an wen die Freiherren von Uexküll das Anwesen wieder verkauft haben, ist ungewiss. Um 1840 hatten sie noch Besitz in Altwiesloch.
Erst 1850 taucht der Freihof wieder in den Urkunden auf, als er mit einem aus der Kelter hervorgegangenen Brauereigebäude einschließlich Sommerwirtschaft und Kegelbahn aus dem Besitz des Küfers und Bierbrauers Jakob Vogt in eine Zwangsversteigerung geriet und für 6714 Gulden an die Eheleute Steidel kam. Der Charakter des Anwesens hatte sich seit dem Verkauf an die Uexküll 1785 grundlegend geändert. Die Güter in Altwiesloch waren einen anderen Besitzweg gegangen. Auch der Gesamtkomplex des Freihofs innerhalb der Ringmauer war offensichtlich in kleinere Teile zersplittert, denn Bauern- und Tagelöhnerhaus gehörten nicht mehr zum Anwesen. Aus der Kelter war eine Brauerei geworden und Sommerwirtschaft und Kegelbahn hatten wohl einige der Gärten oder Nebengebäude ersetzt. Möglicherweise war die Gaststätte im Freihof schon zu Zeiten der Uexküll eingerichtet und von einem Pächter betrieben worden.

Der Freihof in Wiesloch 1909. Nach Osten hin ist erst ein schmaler zweistöckiger Anbau vorhanden, dessen Fachwerk verputzt ist. Dahinter befindet sich ein niedriger Küchentrakt. Am Portal befinden sich erst zwei Wappen, das dritte ist noch an der Ostwand des Anbaus.

Die Eheleute Steidel schenkten das Anwesen 1853 ihrer Tochter Katharina anlässlich deren Hochzeit mit dem Bierbrauer Jakob Heinrich Hendle aus Weingarten, behielten sich aber ein Wohnrecht im Freihof vor sowie den Rückfall des Besitzes im Falle von Hendles Tod oder einer kinderlosen Ehe. Anlässlich der Schenkung ist zu erfahren, dass sich im Erdgeschoss des Brauereigebäudes eine Brennerei befand, während die eigentliche Brauerei im ersten Obergeschoss war. Hendle blieb offensichtlich nicht lang, denn 1858 erwarb der ledige Bierbrauer Georg Steidel Freihof und Brauhaus. Das Anwesen blieb danach bis 1904 in Familienbesitz. 1898 wurde das Brauereigebäude als Flurstück 405/1 vom eigentlichen Freihof (Flurstück 405) abgetrennt und die Freihofstraße neu gebildet. Die alte Freihofgasse wurde in Schustergasse umbenannt. Die alte Schustergasse vom Marktplatz bis zur Freihofgasse wurde Teil der Höllgasse.
1904 erwarb der Wagner Philipp Schweinfurth III den Freihof und die Brauerei von Jakob Heinrich Steidel. Schweinfurth ließ die alte Brauerei abreißen und an ihrer Stelle ein zweigeschossiges Wohnhaus mit Schnapsbrennerei errichten. 1909 kam der Freihof ohne die neue Brauerei in den Besitz des Bierbrauers Zorn. Adolf von Oechelhäuser beschreibt den Zustand des Gebäudes äußerlich wie innerlich zu jener Zeit als verwahrlost. Zorn betrieb eine Brauerei in der Marktstraße und ließ den Freihof vom Vorbesitzer Steidel bis in die Zeit nach dem Ersten Weltkrieg als Pächter weiter führen.
Zwischen 1918 und 1920 kam der Gastwirt und Feuerwehrkommandant Georg Zutavern über mehrere Käufe und Grundstückstausche wieder in den Besitz von Freihof und Brennerei, 1925 mit dem Erwerb eines kleinen Wohnhauses sogar in den Besitz des gesamten einstigen Freihof-Areals. Ebenfalls 1925 fand die Umbaumaßnahme statt, die dem Freihof sein heutiges Äußeres gab. Zutavern ließ den alten, nicht unterkellerten Küchenanbau in der Nordostecke abreißen, das Fachwerk am Giebel des südöstlichen Anbaus freilegen und im Nordosten einen zweiten solchen Giebel auf massivem Sockel errichten. An dieser neuen Ostfassade erhielt der Freihof einen neuen Haupteingang. Die Küche wurde zunächst wieder im nordöstlichen Teil eingebaut, wechselte dann aber 1928 in den südöstlichen Teil (früheres kleines Nebenzimmer, einstige Kapelle), als man im nordöstlichen Teil moderne Toilettenanlagen eingebaut hat.

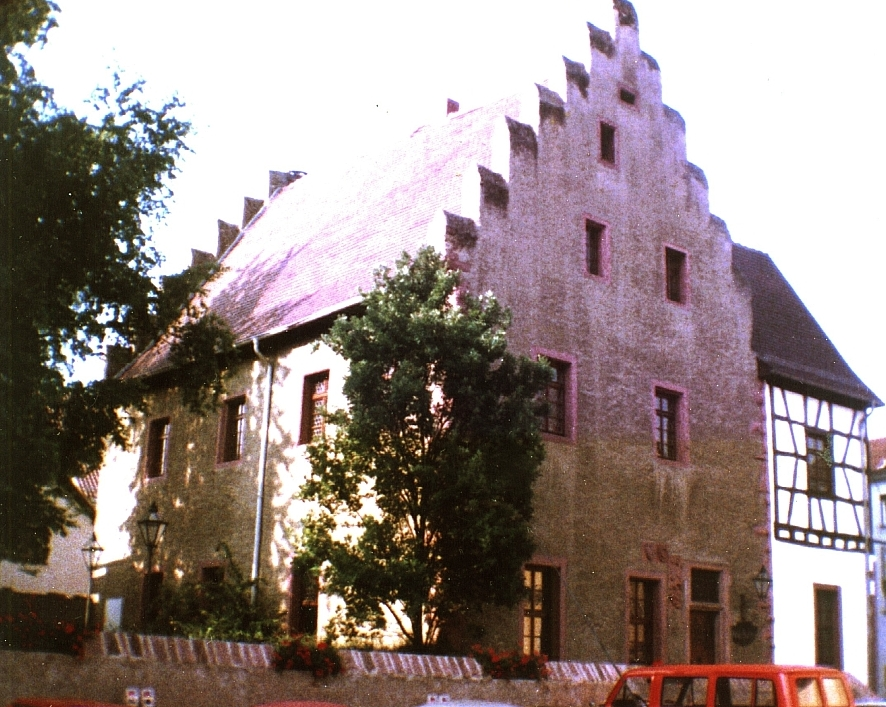
Aufnahme von 1983

Nach Georg Zutaverns Tod 1929 kam der Freihofkomplex in den Besitz einer Erbengemeinschaft, wobei Sohn Erwin Alleineigentümer des Hauptgebäudes war. Die Erbengemeinschaft verkaufte 1941 das zugehörige Wohnhaus Freihofstraße 5. Bei einem Luftangriff am 25. November 1944 wurden Kegelbahn und Trinkhalle zerstört, das Dach des kleinen Wohnhauses abgedeckt und Fachwerkteile im Osten des Freihofs eingedrückt, wobei eine Frau ums Leben kam. Noch 1944 verstarb auch Erwin Zutavern. Die verbliebene Erbengemeinschaft aus Elisabeth Pfeffer und Gertrud Lamerdin (beide geb. Zutavern) verkaufte 1954 das kleine Wohnhaus. 1955 kam der Freihof in den Alleinbesitz von Gertrud Lamerdin und ihren Gatten, den Bäcker Kurt Lamerdin, die noch im selben Jahr einen größeren Umbau nach Plänen von Werner Degreif und unter Mitwirkung der Künstlerin Clara Kress durchführten. 1959 traten die Besitzer einen kleinen unbebauten Grundstücksteil südlich des Freihofs an die Stadt ab, die dort einen gepflasterten Parkplatz schuf. 1962 kamen die Eheleute Lamerdin auch in den Besitz des ehemaligen Brennereigebäudes, das sie abreißen ließen und durch ein Mehrfamilienhaus ersetzten.
Der Freihof befindet sich seit 1968 in städtischem Besitz und wurde 1971/72 nochmals umgebaut, wobei der Haupteingang wieder an die Südseite verlegt wurde. Die Toiletten wurden in ein Zwischengeschoss verlegt, so dass das gesamte Erdgeschoss für die Küche genutzt werden konnte. Ein großer Teil des Bildschmucks von Clara Kress wurde entfernt, nur eine von ihr gestaltete Glaswand verblieb. Eine bisher noch im Haus befindliche Wohnung wurde aufgegeben und der gewonnene Raum zur Schaffung eines Büros und zur Vergrößerung der Gasträume genutzt. Der Freihof wurde bis Mitte 2017 gastronomisch genutzt. Nach einem Umbau zum Brauhaus wurde das Restaurant 2021 erneut eröffnet.

## Beschreibung

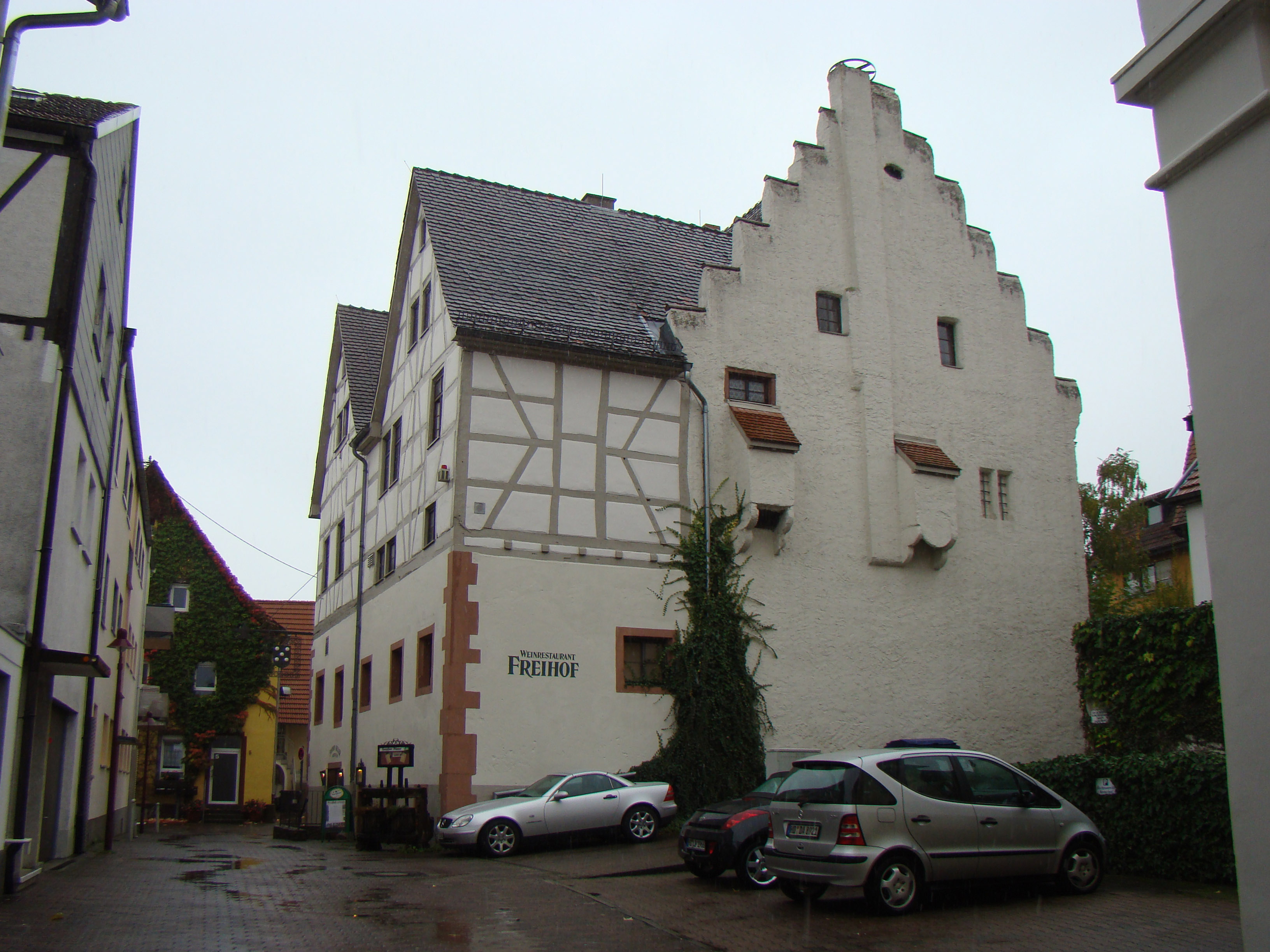
Ansicht von Norden mit dem doppelgiebeligen Fachwerkanbau nach Osten und den beiden Aborterkern an der nördlichen Giebelseite des Steinbaus

Der Freihof ist ein massives zweistöckiges Steingebäude mit Staffelgiebeln nach Norden und Süden. Der Haupteingang liegt nach Süden hin, an der nördlichen Giebelseite befinden sich zwei Aborterker. Nach Osten hin angebaut ist ein zweigeschossiger Fachwerktrakt auf massivem Sockel, mit zwei quer zum Hauptgebäude stehenden Fachwerkgiebeln. Das im Kern langrechteckige Gebäude erhielt durch den Anbau einen nahezu quadratischen Grundriss. Im südlichen Teil des Anbaus aufgegangen ist die mutmaßliche spätmittelalterliche Kapelle, von der sich nach zahlreichen Umbauten nur noch wenige Mauerreste in der östlichen Außenmauer finden lassen dürften. Der nördliche Teil des Anbaus wurde erst 1925 in seiner heutigen Form ergänzt.
Am Haupteingang im Süden des Kerngebäudes befinden sich Kopien von historischen Wappensteinen. Das große Wappen mit fünf Ballen und Helmzier ist das von Schwarz-Reinhard von Sickingen, der den Freihof im frühen 15. Jahrhundert besaß. Das Wappen mit dem Ring wurde nicht genau nach dem historischen Vorbild kopiert und ist das von Schwarz-Reinhards Frau Kunigunde von Niefern (bei Winter und Oechelhäuser irrtümlich als Wappen der Bettendorff gedeutet). Das Wappen mit dem halben Adlerflug ist das der Herren von Ehrenberg und steht möglicherweise mit der einstigen Kapelle in Verbindung. Es befand sich vor 1925 bis zum Einbruch eines Fensters in der östlichen Außenwand des südöstlichen Anbaus oberhalb eines Kellerhalses.
Der von Clara Kress beim Umbau 1955 geschaffene Bauschmuck umfasste unter anderem Buntglasfenster sowie eine Buntglaswand unter Verwendung von alten Riegelhölzern, außerdem einen fünfteiligen Bilderzyklus mit der Fahrt der Sickingen den Rhein hinunter bis Worms. Beim Umbau 1972 blieb nur die Buntglaswand erhalten.